# 유예찬
유예찬(2001년 5월 9일 ~ )는 대한민국의 축구 선수로, 포지션은 레프트백이다. 현재 에히메 FC 소속이다.